# Sergei Sergejewitsch Suborew
Sergei Sergejewitsch Suborew (russisch Сергей Сергеевич Зуборев; * 7. April 1983 in Moskau, Russische SFSR) ist ein russischer Eishockeyspieler, der zuletzt bis Dezember 2010 bei Witjas Tschechow in der Kontinentalen Hockey-Liga unter Vertrag stand.

## Karriere
Sergei Suborew begann seine Karriere als Eishockeyspieler in seiner Heimatstadt in der Nachwuchsabteilung des HK Dynamo Moskau, für dessen zweite Mannschaft er von 1999 bis 2003 in der drittklassigen Perwaja Liga aktiv war. Während der Saison 2001/02 debütierte er für die Profimannschaft von Dynamo Moskau in der Superliga. Dabei blieb der Verteidiger in drei Spielen punkt- und straflos. In der folgenden Spielzeit kam er zu weiteren vier Einsätzen für Dynamo in der Superliga, blieb jedoch erneut punkt- und straflos.
Mitte der folgenden Spielzeit wechselte Suborew zum Krylja Sowetow Moskau, für dessen zweite Mannschaft er in der Perwaja Liga und parallel für die Profimannschaft in der Wysschaja Liga spielte. Am Ende der gleichen Spielzeit verließ er Krylja wieder und absolvierte weitere sieben Einsätze für Witjas Tschechow in der Wysschaja Liga.
Im Sommer 2004 wurde er von Ischstal Ischewsk verpflichtet, für das er bis 2006 in der zweiten Spielklasse aktiv war. In der Saison 2006/07 ging er zunächst für Juschny Ural Orsk aufs Eis, bevor er nach 22 Spielen für Orsk innerhalb der Liga zu Kasachmys Satpajew wechselte. Für Kasachmys lief er parallel in 20 Spielen der Kasachischen Eishockeymeisterschaft auf und erzielte dabei zwei Tore und sieben Vorlagen. 
Die Saison 2007/08 verbrachte Suborew beim HK Chimwolokno Mahiljou in der belarussischen Extraliga, für dessen zweite Mannschaft er zudem gelegentlich in der zweiten belarussischen Spielklasse antrat. Ab der Saison 2008/09 stand der Linksschütze bei seinem Ex-Klub Witjas Tschechow in der neu gegründeten Kontinentalen Hockey-Liga unter Vertrag, verließ Witjas aber im Dezember 2010.

## Statistik
(Stand: Ende der Saison 2010/11)